# Mezoregion

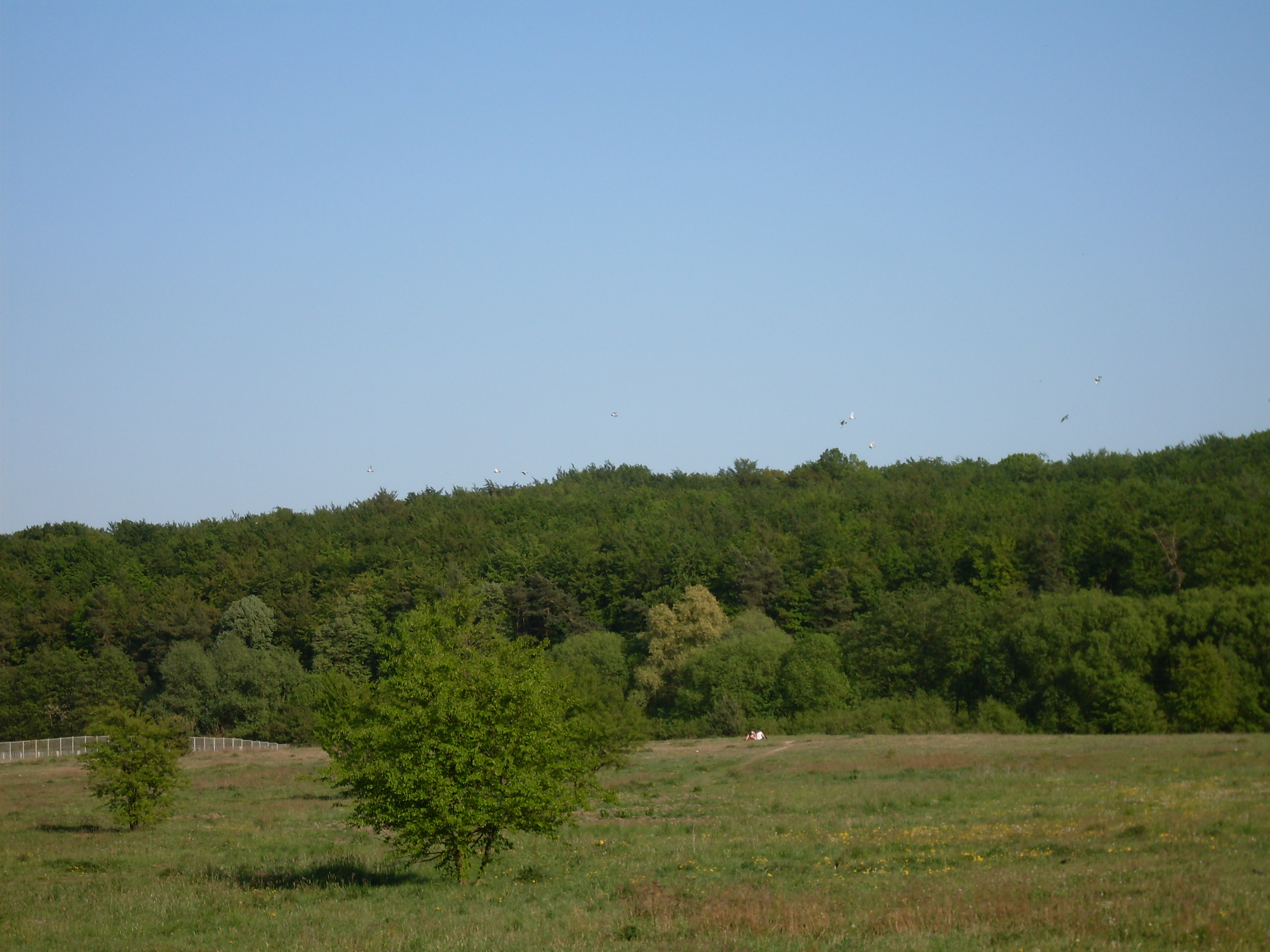
Wyraźna granica między dwoma mezoregionami – Wzniesienia Szczecińskie widziane z Równiny Wkrzańskiej w Policach

Mezoregion (wł. mezoregion fizycznogeograficzny) – jednostka podziału fizycznogeograficznego przestrzeni, obejmująca większy teren o zbliżonych cechach środowiskowo-krajobrazowych. W wielostopniowej regionalizacji mezoregion stanowi jednostkę niższego rzędu wchodzącą w skład makroregionu (np. mezoregion Równina Wkrzańska wchodzi w skład makroregionu Pobrzeże Szczecińskie).
W przypadku regionów o bardziej złożonej strukturze środowiska przyrodniczego celowy jest podział mezoregionów na mniejsze jednostki – mikroregiony.